# Orval (piwo)

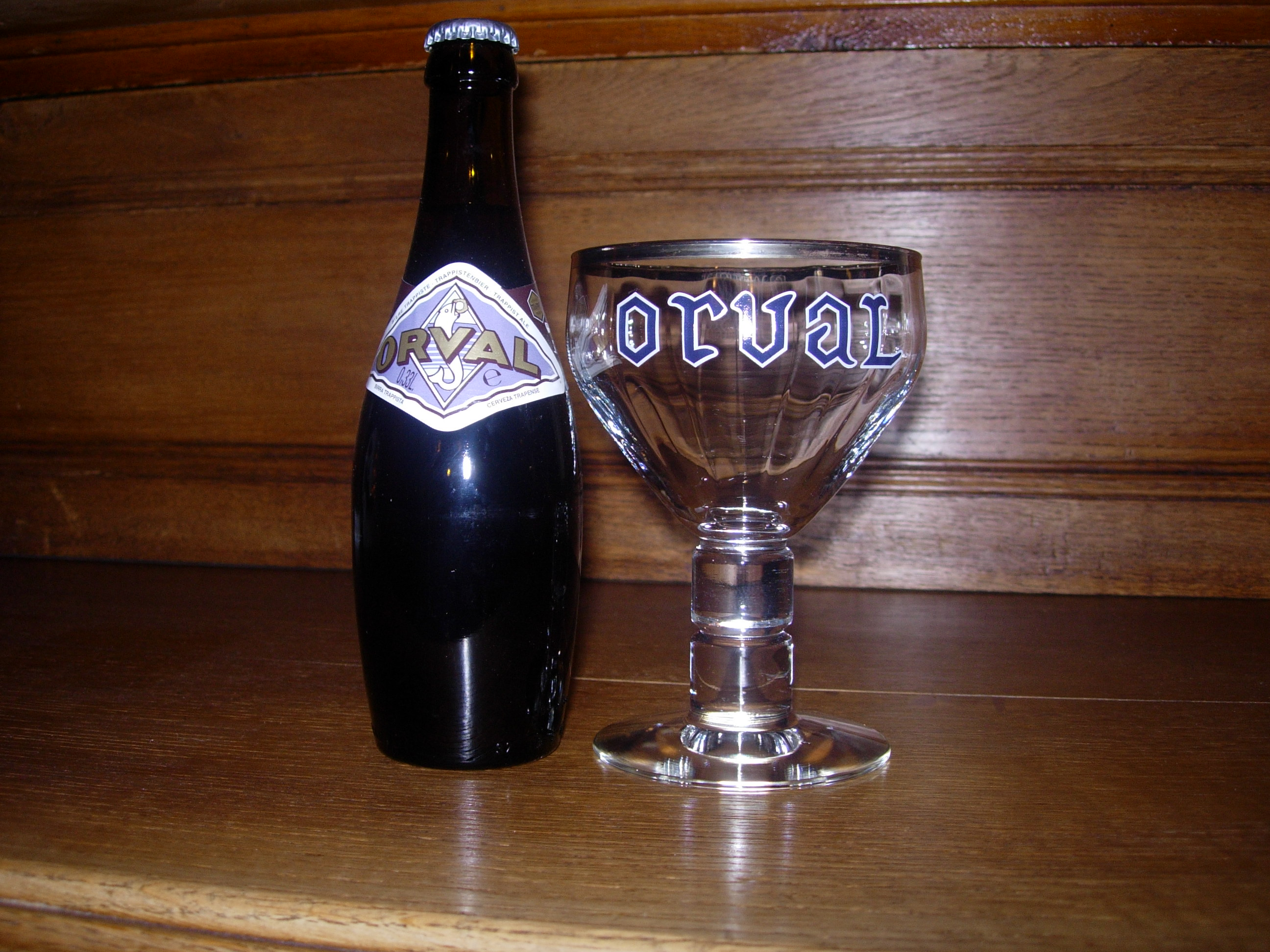
Orval i specjalny pokal w kształcie tulipana

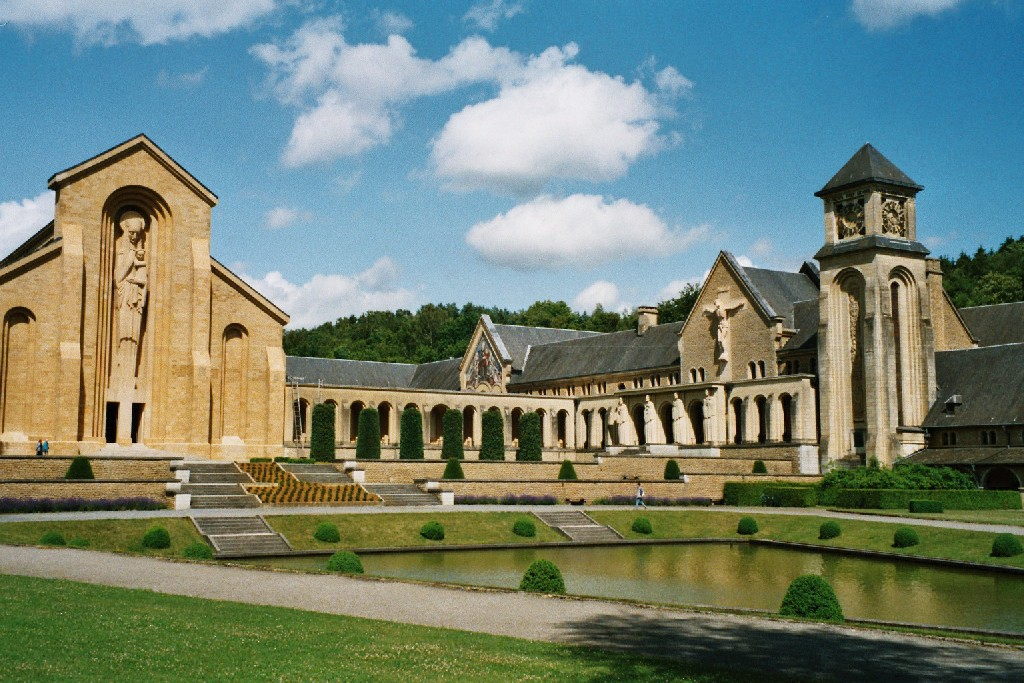
Opactwo Notre-Dame d’Orval

Orval – piwo warzone od 1932 przez opactwo trapistów Notre-Dame d’Orval znajdujące się w prowincji Luksemburg w Walonii, na południu Belgii.

## Charakterystyka
Orval oraz Petit Orval to jedyne piwa warzone w tym klasztornym browarze. Ze względu na wyrafinowany proces warzenia oraz specyficzny profil aromatyczno-smakowy, piwo Orval wymyka się klasycznym podziałom gatunkowym piw. Najczęściej klasyfikowane jest jako Belgian Specialty Ale. Orval zacierany jest infuzyjnie ze słodów jęczmiennych i pszenicznych, z niewielkim dodatkiem słodów karmelowych nadających piwu jasnomiedzianej barwy.
Orval zacierany i fermentowany jest bardzo wytrawnie. Jest bardzo goryczkowe; dzięki chmieleniu z dodatkiem szałwii z przyklasztornego ogrodu Orval plasuje się w przedziale 45 do 50 stopni w skali goryczy IBU. Jego stopień odfermentowania wynosi niemal 100%, a zawartość alkoholu 6,2%. Jest to jednak wartość uśredniona, gdyż piwo rozlewane jest do butelek już po czterech tygodniach od warzenia. Zawiera wówczas 5,2% alkoholu. Przed rozlewem dodawany jest ciekły kandyzowany cukier oraz świeże drożdże z własnej propagacji, które w wyniku refermentacji w butelce mogą zwiększyć zawartość alkoholu do ok. 7,2%. Przypomina to metodę fermentacji szampana.
Piwo po rozlewie nie trafia od razu do sprzedaży, przechowywane jest jeszcze w klasztornych piwnicach przez kolejne 4–5 tygodni. Kolejną cechą charakterystyczną Orvala jest zastosowanie do refermentacji półdzikich drożdży Brettanomyces, które nadają piwu specyficznego cytrusowego, a zarazem skórzanego, zwierzęcego aromatu. Do charakterystycznego bukietu i wytrawnego posmaku przyczyniają się również trzy odmiany chmielu (bawarski Hallertau, słoweński Styrian Golding i alzacki Strisselspalt Alsacian), które dodawane są nie tylko podczas gotowania, lecz również na zimno, podczas leżakowania piwa.
Petit Orval, zwany też Orval Vert (Orval zielony), o zawartości alkoholu 3,5%, ma bursztynową barwę, a w smaku nuty cytrusów. Możliwy do kupienia jedynie na miejscu.
Browar warzy rocznie 65 tys. hl piwa. Jedynym miejscem na świecie, gdzie można dostać Orvala z beczki jest przyklasztorna gospoda. Jak wszystkie piwa trapistów, podawane są w specjalnych pokalach w kształcie tulipana. Można też pić piwo w wielkich, 3-litrowych pokalach Montgaillard (o pojemności 9 butelek), nazwanych od opata-reformatora klasztoru, Bernarda de Montgaillard.
Tam też można posmakować trapistowskiego owczo-krowiego sera Fromage d’Orval wyrabianego także w klasztorze.

## Ikonografia piwa

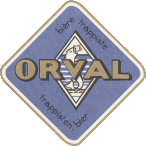
Podkładka pod piwo

Piwo rozlewane jest do nietypowych, beczułkowatych butelek 0,33 l o przedłużonej szyjce. W miejscu zwężania się butelki umieszczona jest etykieta. Zdobi ją rysunek pstrąga wynurzającego się z wody i trzymającego w pyszczku pierścień. Rysunek ten nawiązuje do legendy założycielskiej klasztoru Orval. Według niej hrabina Matylda (w niektórych wersjach Matylda toskańska) spacerując po dolinie zgubiła drogocenny pierścień. Wpadł on do wody, gdzie znalazła go ryba i oddała Matyldzie. Uradowana i wdzięczna hrabina postanowiła ufundować klasztor.